# San Costanzo
San Costanzo är en ort och kommun i provinsen Pesaro e Urbino i regionen Marche i Italien. Kommunen hade 4 711 invånare (2018).